# Kaposvár
Kaposvár (Duits: Ruppertsberg) is een stad in Hongarije. Het ligt aan de rivier de Kapos, op 54 km ten zuiden van het Balatonmeer. De stad telt bijna 60.000 inwoners en is de hoofdstad van het comitaat Somogy. Kaposvár heeft sinds 2000 een universiteit en is sinds 1993 een bisschopszetel. Het is de geboortestad van Imre Nagy.

## Geschiedenis
Kaposvár werd in 1009 voor het eerst genoemd. De aarden motteburcht werd in de 15de eeuw vervangen door een stenen, die in 1555 na een vijfdaags beleg door de Ottomaanse Turken werd veroverd. De Habsburgers namen de stad in 1686 in, waarop de burcht in 1702 op last van koning Leopold I werd ontmanteld. Op het oude marktplein zijn thans de ruïnes te zien.
Kaposvár kwam in 1690 in het bezit van het invloedrijke magnatengeslacht Eszterházy en werd in 1749 de hoofdstad van Somogy. De stad maakte een snelle ontwikkeling door, nadat ze in 1884 was aangesloten op de spoorlijn van Boedapest naar het toenmalige Fiume.

## Stadsbeeld
Aan de Hoofdstraat (Fő utca) staan twee historische gebouwen: op nº1 het Dorottya-huis in laat-barokstijl (eind 18e eeuw) en op nº10 het Comitaatshuis (begin 19e eeuw). Achter dit huis ligt het Rippl Rónai-museum, genoemd naar de in Kaposvár geboren schilder József Rippl-Rónai. Behalve zijn werken zijn hier gereedschap, houtsnijwerk en versierkunst van herders (csikós) uit dit gebied (Somogy) te zien.
Aan het Rákócziplein bevindt zich het Gergely Csikytheater uit 1911, een creatie in Hongaarse jugendstil (szecessió) van Ede Magyar en József Stahl.

## Sport
Kaposvár was op 8 mei 2022 startplaats van de derde etappe van de wielerkoers Ronde van Italië. Deze etappe naar Balatonfüred werd gewonnen door de Brit Mark Cavendish.

## Partnersteden
Kaposvár onderhoudt jumelages met Bath (Groot-Brittannië, sinds 1989), Glinde (Duitsland, 1990), Miercurea Ciuc (Roemenië, 1990), Schio (Italië, 1990), Rauma (Finland, 1991), Koprivnica (Kroatië, 1995),  Tver (Rusland, 1995), Darhan (Mongolië, 1997) en Saint-Sébastien-sur-Loire (Frankrijk, 2002)

## Geboren in Kaposvár
- József Rippl-Rónai (1861-1927), kunstschilder
- Imre Nagy (1896-1958), politicus
- Ferenc Csik (1913-1945), zwemmer
- Toki Horváth (1920-1971), violist en orkestleider